# Hayat Tahrir al-Cham
Ne doit pas être confondu avec Jabhat Tahrir Souriya, Jaych al-Tahrir al-Cham ou Ahrar al-Cham.
Pour les articles homonymes, voir HTC et HTS.
Hayat Tahrir al-Cham ou HTC (en arabe : هيئة تحرير الشام (hayʼat taḥrīr aš-šăm)), parfois appelé Organisation de libération du Levant en français et souvent désigné par le sigle HTS (abréviation de l'anglais Hay'at Tahrir al-Sham), est un groupe rebelle islamiste de la guerre civile syrienne. Il est dirigé par Abou Jaber, puis par Abou Mohammed al-Joulani. 
Hayat Tahrir al-Cham est fondé en 2017 par la fusion du Front Fatah al-Cham — ex-Front al-Nosra — et de plusieurs autres groupes rebelles syriens. Rival de l'Armée nationale syrienne soutenue par la Turquie, Hayat Tahrir al-Cham devient en 2019 la faction rebelle dominante dans le gouvernorat d'Idlib. Il forme également une administration civile : le Gouvernement de salut syrien.
En novembre-décembre 2024, HTC prend la tête d'une coalition de rebelles et lance une offensive, qui aboutit à la chute du régime de Bachar al-Assad en seulement douze jours. Le groupe prend alors le pouvoir. Le 29 janvier 2025, à l'occasion de la conférence de la victoire de la révolution syrienne (en), le porte-parole de la coalition et commandant des troupes d'assaut de HTC, Hassan Abdel Ghani, annonce la dissolution de « tous les groupes armés », dont sa propre formation.

## Historique
Hayat Tahrir al-Cham est formé le 28 janvier 2017 par la fusion de six groupes rebelles islamistes syriens : le Front Fatah al-Cham, le Harakat Nour al-Din al-Zenki, le Front Ansar Dine, le Liwa al-Haq, Jaych al-Sunna et Jaych al-Ahrar. Cette fusion est opérée alors que de violents combats ont été déclenchés entre groupes rebelles dans le gouvernorat d'Idlib et l'ouest du gouvernorat d'Alep. Hayat Tahrir al-Cham est alors en conflit avec les Ahrar al-Cham et les groupes de l'Armée syrienne libre.
Dans les semaines qui suivent sa formation, le Hayat Tahrir al-Cham bénéficie encore de nombreux ralliements. Un grand nombre de membres des Ahrar al-Cham font défection pour rejoindre ce nouveau mouvement. Le 7 février 2017, Ansar al-Cham rallie à son tour le groupe,.
Pendant toute l'année 2016, le Front Fatah al-Cham, ex-Front al-Nosra, cherche à se dissoudre dans la rébellion syrienne. En janvier 2016, il fait une offre de fusion aux Ahrar al-Cham. Abou Mohammed al-Joulani propose alors de changer le nom de son groupe mais exclut de rompre avec Al-Qaïda. Cependant, les Ahrar al-Cham ne tiennent pas à se lier avec Al-Qaïda et rejettent l'offre,.
Le 28 juillet 2016, le Front al-Nosra annonce finalement qu'il rompt avec Al-Qaïda et qu'il prend le nom de Front Fatah al-Cham. Cette rupture se fait avec l'accord du chef d’Al-Qaïda, Ayman al-Zawahiri. Abou Mohammed al-Joulani apparaît pour la première fois à visage découvert dans un enregistrement diffusé par la chaîne Al Jazeera, il affirme que la décision « d'arrêter d'opérer sous le nom de Front al-Nosra et de recréer un nouveau groupe » s'est faite pour « protéger la révolution syrienne » et pour « faire ôter les prétextes avancés par la communauté internationale » pour viser le groupe classé « terroriste » par les États-Unis. Avec cette séparation, le Front al-Nosra veut se rapprocher des autres groupes de la rébellion et se présenter comme un mouvement strictement syrien.
La décision du Front al-Nosra de rompre avec Al-Qaïda est saluée par les Ahrar al-Cham et le 22 août 2016, des négociations s'ouvrent de nouveau entre les deux groupes en vue d'une fusion. Cependant le projet bloque. La question divise les Ahrar al-Cham, entre d'un côté les partisans du jeu politique, favorables à des négociations et qui souhaitent garder le soutien des pays du Golfe et de la Turquie, et de l'autre ceux, plus proches des thèses d’Al-Qaïda, qui privilégient l'insurrection armée. Au cours de ces négociations, le Front Fatah al-Cham comme les Ahrar al-Cham font l'objet de défections de la part de leurs éléments les plus radicaux,. Le 20 septembre 2016, le conseil religieux des Ahrar al-Cham annonce apporter son soutien à l'intervention militaire turque, ce qui provoque quelques tensions avec le Front Fatah al-Cham, hostile à cette intervention.
Mais en janvier 2017, alors que des négociations de paix s'ouvrent à Astana, la situation se dégrade dans le gouvernorat d'Idlib. Le Front Fatah al-Cham est exclu des pourparlers et subit une intensification des frappes aériennes de la coalition,. Il crie alors au complot et accuse les autres groupes rebelles de complicité avec les Américains et d'avoir conclu un accord contre lui,. Plusieurs groupes de l'Armée syrienne libre sont attaqués par les djihadistes, et décident alors de fusionner au sein des Ahrar al-Cham pour obtenir leur protection,,.
Trois jours plus tard, le Front Fatah al-Cham fusionne à son tour avec quatre autres groupes, formant ainsi Hayat Tahrir al-Cham. Selon le chercheur Romain Caillet, la formation de Hayat Tahrir al-Cham « est en fait l’aboutissement de la stratégie de "normalisation" de JFS [Front Fatah al-Cham]. Après avoir formellement coupé tous ses liens avec al-Qaïda, puis changé de nom, le mouvement jihadiste se dissout désormais dans une formation dirigée par des rebelles syriens. » Cependant malgré cette fusion, le régime syrien, la Russie et l'Iran continuent de désigner Hayat Tahrir al-Cham sous le nom de Front al-Nosra.
Cependant, si initialement les anciens membres du Front al-Nosra forment le noyau du Hayat Tahrir al-Cham, de nombreux Ahrar al-Cham font défection pour rejoindre le mouvement, au point, selon Romain Caillet, de devenir majoritaires au sein de l'organisation. Plusieurs anciens membres du Front al-Nosra font défection du Hayat Tahrir al-Cham et Abou Mohammed al-Maqdisi, un des principaux théoriciens du salafisme djihadiste, reproche à l'organisation de chercher à rompre avec Al-Qaïda.
Le 23 avril 2017, le chef d’Al-Qaïda, Ayman al-Zawahiri, appelle ses partisans à ne pas privilégier le contrôle et l'administration des territoires, mais à se concentrer sur la guérilla. Selon le chercheur Tore Refslund Hamming, fondateur du think tank MENA Analysis : « Zawahiri met clairement en garde Tahrir Al-Cham, car il craint que sa rupture formelle avec Al-Qaida et sa fusion avec d’autres éléments de la rébellion n’affectent la nature djihadiste du mouvement. »
Dans un message audio publié en novembre 2017, Zawahiri vilipende Hayat Tahrir al-Cham pour avoir rompu avec al-Qaïda. Début 2018, le journaliste Wassim Nasr, spécialiste du djihadisme, considère que Hayat Tahrir al-Cham ne peut plus être considéré comme étant affilié à Al-Qaïda.
En juillet 2017, de nouveaux combats éclatent dans le gouvernorat d'Idlib entre le Hayat Tahrir al-Cham et les Ahrar al-Cham. Plusieurs bataillons des Ahrar al-Cham font défection et préfèrent rejoindre Tahrir al-Cham. En revanche, le Harakat Nour al-Din al-Zenki annonce le 20 juillet qu'il se retire du Hayat Tahrir al-Cham et redevient indépendant. Il est imité par Jaych al-Ahrar le 13 septembre, puis par le Front Ansar Dine le 1er février 2018.
À partir de fin 2017, l'émir d’Al-Qaïda, Ayman al-Zawahiri, commence à critiquer violemment Hayat Tahrir al-Cham et son chef, Abou Mohammed al-Joulani, après l'arrestation et le bref emprisonnement de plusieurs cadres d’Al-Qaïda. Al-Qaïda soupçonne également Hayat Tahrir al-Cham de développer un programme nationaliste, ce que ce dernier dément. Bon nombre de djihadistes préfèrent rester loyaux à Al-Qaïda et quittent Hayat Tahrir al-Cham.
Plusieurs petites formations pro Al-Qaïda émergent ainsi, comme Jaych al-Malahim et Jaych al-Badiya qui font défection d'Hayat Tahrir al-Cham fin 2017, suivis par Jaych al-Sahel début 2018. En mars, ces trois groupes fusionnent avec Saraya Kabul, Djound al-Charia et Jound al-Aqsa et rallient Tanzim Hurras ad-Din qui prête officiellement serment d'allégeance à Al-Qaïda le 12 avril 2018.
Le 29 janvier 2025, à la suite de l'offensive rebelle de 2024 en Syrie et de la nomination d'Ahmed al-Charaa comme président de la République, le groupe annonce se dissoudre au sein du ministère syrien de la Défense.

## Idéologie
Abou Jaber a professé sa croyance dans le « djihad populaire », une approche « du bas vers le haut », dans laquelle les djihadistes gagneraient les cœurs et les esprits du peuple, avant de se lancer dans l'établissement d'un gouvernement islamique, après avoir reçu suffisamment de soutien populaire, ce qui est l'opposé du « djihad d'élite » de haut en bas de l'EIIL par une avant-garde. Ayman al-Tamimi (en), du CTC (en), a affirmé en février 2017, que, malgré les déclarations publiques des dirigeants et des partisans de Tahrir al-Sham, à l'époque, le groupe était principalement aligné sur Al-Qaïda.
En 2018, Caroline Hayek, journaliste de L'Orient-Le Jour constate que Hayat Tahrir al-Cham fait des concessions dans les territoires sous son contrôle et n'impose pas une application stricte de la charia : « la vie quotidienne des habitants d’Idleb ne change pas radicalement depuis la prise de pouvoir du groupe rebaptisé : pas de code vestimentaire strict, pas d’interdiction de fumer ni de se balader seule dans la rue pour les femmes, pas de contrôle d’internet. »
En 2023, le journaliste Wassim Nasr écrit que « HTC n'a clairement pas renié son rigorisme religieux, ni l'imposition de sa loi de gré ou de force sur les populations locales, mais a bel et bien renié le jihad global. » Selon lui : « L'évolution de HTC sous un commandement qui a fait ses armes dans les rangs de l’EII et d’Al-Qaida constitue une troisième voie inédite au sein de la mouvance djihadiste. Il ne s’agit ni de repentis ni de détenus qui renient leurs engagements, mais de figures du djihad levantin, toujours aux commandes d’un groupe majeur au cœur d’un carrefour stratégique. »
À Idlib, HTC cherche à se démarquer des djihadistes en autorisant l'utilisation de symboles nationaux comme le drapeau de la révolution syrienne, qui est massivement déployé dans la ville. Il tente de gagner le soutien de la population en interdisant la présence d'hommes armés dans les zones urbaines et en effectuant de nombreux rapprochements avec des représentants de la société civile et des notabilités claniques. Les partisans d'Al-Qaïda et de l'État islamique sont traqués et emprisonnés. Cependant, la restrictions de la liberté d’expression, des arrestations arbitraires, l'absence de démocratie ou la rancœur suscitée par l'abandon du djihad global, provoquent de petites manifestations ponctuelles qui dénoncent « le despotisme de Joulani ».
Le journaliste Wassim Nasr note qu'à Idlib, « des lieux séparés sont réservés aux hommes et aux femmes, comme dans les restaurants de la ville, à la différence des lieux publics comme les jardins ou les centres commerciaux, où la mixité est tolérée, au même titre que la cigarette et la musique des chants révolutionnaires qu'on entend sortir des échoppes. » Les habitants chrétiens jouissent d'une liberté de culte encadrée, avec des messes quotidiennes et l'autorisation de restaurer certaines églises, mais interdiction de faire sonner les carillons ou d'ériger des croix sur les édifices.

## Organisation

### Structure
Le groupe se compose de cinq brigades, de forces spéciales, et d'une unité d'élite : les bandeaux rouges.

### Commandement
Hayat Tahrir al-Cham est initialement dirigé par Hachem al-Cheikh, dit Abou Jaber, ancien commandant en chef des Ahrar al-Cham ayant fait défection en décembre 2016,. Abou Mohammed al-Joulani, l'ancien chef du Front Fatah al-Cham, aurait été placé à la tête de la branche militaire du mouvement,.
Cependant, Abou Jaber démissionne le 1er octobre 2017, Abou Mohammed al-Joulani prenant alors, seul, la tête du groupe,,.
Abou Maria al-Qahtani, l'homme fort des services de sécurité d'HTC (Amniyat), est considéré par certains observateurs comme le numéro 2 du groupe. Il trouve la mort le 4 avril 2024, à Sarmada (en), près d'Idlib, dans un attentat-suicide imputé à l'État islamique par HTC.
Parmi les autres responsables figurent Abdel Rahim Atoun, Abou Ahmad Zakour, Sami al-Oraydi (en), ancien mufti du Front al-Nosra, proche d'Abou Mohammed al-Maqdisi, mais qui fait défection en février 2017.
L'Égyptien Abou Ayman al-Masri, un important commandant d'Hayat Tahrir al-Cham, est tué le 15 février 2018 à al-Houta, dans l'ouest du gouvernorat d'Alep, par des hommes du Harakat Nour al-Din al-Zenki. Le Saoudien Abou Mohammed Jazrawi, un autre haut commandant du groupe, est assassiné début octobre 2018.
Parmi les autres chefs importants figurent les Égyptiens Abou Yakzan al-Masri et Abou al-Fatah al-Farghali. En désaccord avec la direction de HTC, Abou al-Fatah al-Farghali quitte le Conseil de la charia du groupe à l'été 2022.

### Effectifs

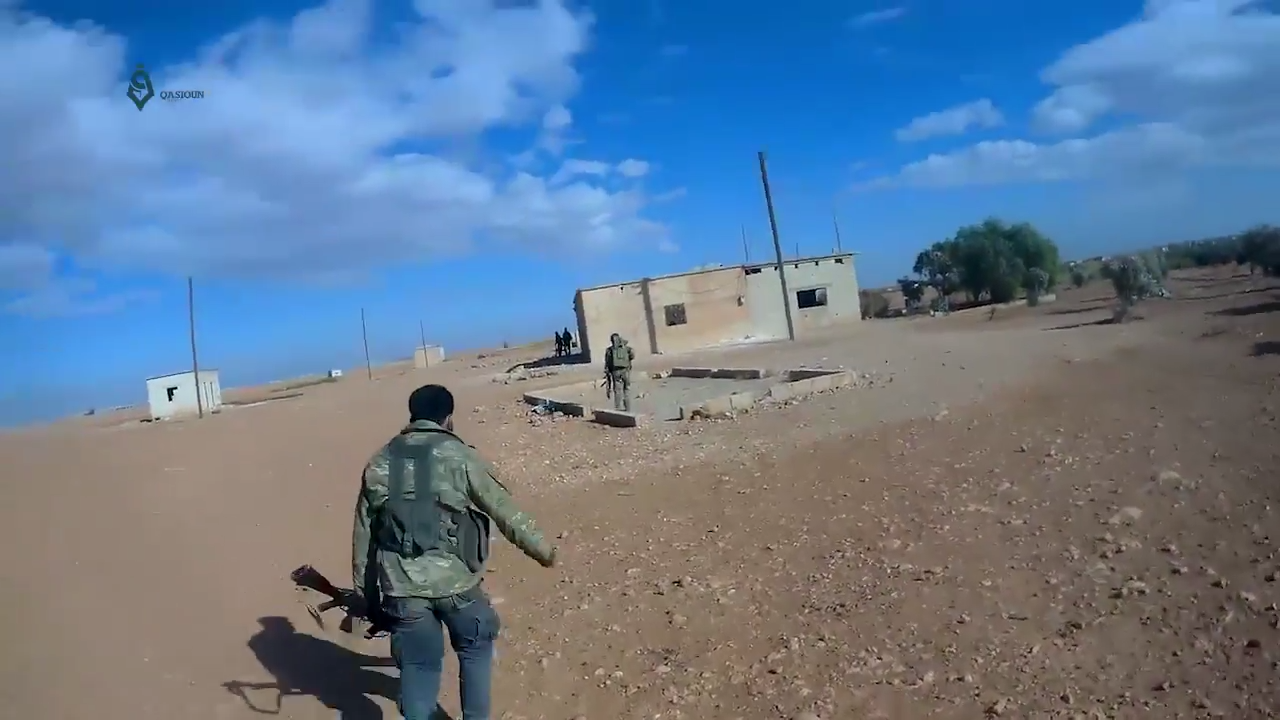
Combattants de Hayat Tahrir al-Cham dans le village de Mouchaïrfa, au nord-est de Hama, lors d'une offensive de Hama, le 31 octobre 2017.

La plupart des combattants du groupe sont syriens. En août 2017, l'universitaire Fabrice Balanche estime qu'Hayat Tahrir al-Cham compte environ 30 000 hommes, dont les deux tiers sont actifs dans le gouvernorat d'Idlib ; il est alors le groupe rebelle syrien le plus important en nombre de combattants et le groupe dominant dans le gouvernorat d'Idlib. En août 2018, l'Observatoire syrien des droits de l'homme donne la même estimation,.

#### Combattants étrangers
Selon Charles Lister, analyste au Middle East Institute (en), « HTS conserve certainement une importante composante de combattants étrangers, représentant peut-être au moins 20 % de sa force de combat totale ».
S'appuyant sur une note commune de la direction générale de la Sécurité extérieure (DGSE) et de la direction générale de la Sécurité intérieure (DGSI) classée « confidentiel défense », le procureur national antiterroriste Olivier Christen affirme que, sur la « grosse centaine » de djihadistes français « qui étaient dans la poche d'Idlib », il y a « une trentaine de personnes qui apparaissent s’être plutôt rapprochées du HTS, qui peut-être ont rejoint les rangs combattants même si on les connaissait davantage comme des individus qui étaient plus investis dans les opérations de financement du HTS ». Parmi les « cadres français les plus élevés au sein du groupe », figure Mustapha Mraoui, dit Abou Abdallah, éphémère secrétaire de l'association des musulmans de Villiers-sur-Marne (AMVSM) et imam de la mosquée Al Islah de la même ville, condamné en 2016 in abstentia à dix ans d'emprisonnement avec une période de sûreté des deux tiers pour avoir organisé en 2013 la filière de Champigny-sur-Marne, l'une des premières filières de départ en Syrie,,. Il s'est particulièrement distingué en devenant juge chariatique. Il serait le « seul Français au sein du groupe à occuper un tel poste hiérarchique » et a été « remarqué pour la sévérité de ses jugements », selon la note commune de la DGSI et de la DGSE.  
Selon le directeur de l'observatoire syrien des droits de l'Homme, Rami Abdel Rahmane, Hayat Tahrir al-Cham remet depuis 2022 des combattants étrangers d'autres groupes aux autorités turques, qui les expulsent parfois vers leur pays d'origine. Ainsi, selon l'agence de presse syrienne North Press, « le service général de sécurité de "Tahrir al-Cham" » aurait « remis des dizaines de dirigeants étrangers affiliés à Al-Qaïda et des dizaines d'étrangers ayant rejoint des factions situées dans le nord-ouest de la Syrie aux services de renseignements turcs via le point de passage de Bab al-Hawa ». Toujours selon North Press, ces transferts auraient eu lieu sous la supervision d'Abou Maria al-Qahtani, le chef de l'appareil de sécurité du groupe.

### Communication
Le groupe dispose d'une agence de propagande, Ebaa News (en).
- Le 18 juin 2019, HTC publie une déclaration présentant ses condoléances après la mort en détention de l'ancien président égyptien Mohamed Morsi[61].
- Le 18 août 2021, HTC adresse ses « félicitations aux talibans » pour leur « victoire précieuse » en Afghanistan[62].

## Actions

### Opérations militaires
Hayat Tahrir al-Cham (HTC) est principalement basé dans le gouvernorat d'Idlib, dont il est, jusqu'en février 2018, la faction dominante. Il est également présent, mais de façon marginale, dans la Ghouta orientale, près de Damas.
Au moment de sa fondation, Hayat Tahrir al-Cham se trouve impliqué dans de violents combats entre les groupes rebelles dans la région d'Idlib.
Le 19 juillet 2017, les combats reprennent dans le gouvernorat d'Idleb, entre HTC et les Ahrar al-Cham,,. Après avoir fait près d'une centaine de morts, les hostilités cessent, par la signature d'un cessez-le-feu le 21 juillet,,. Cependant, les combats se terminent, à l'avantage de Hayat Tahrir al-Cham, qui s'empare d'une trentaine de villes et de localités, principalement aux abords de la frontière turque. Les Ahrar al-Cham perdent le contrôle du poste-frontière de Bab al-Hawa (en), qui passe sous le contrôle d'une autorité civile selon les termes de l'accord et plusieurs de ses bataillons font défection pour rejoindre Tahrir al-Cham,,. Le 23 juillet, les Ahrar al-Cham se retirent de la ville d'Idlib, qui passe entièrement sous le contrôle d'HTC,,,,. Le groupe cherche néanmoins à ménager les civils et n'impose pas, dans les régions sous son contrôle, de règles strictes à la population, comme des codes vestimentaires, le contrôle d'internet, l'interdiction de fumer ou de se promener seule dans la rue (pour les femmes). Cependant, de septembre 2017 à février 2018, une trentaine de cadres d'HTC sont assassinés.
De septembre 2017 à février 2018, Hayat Tahrir al-Cham affronte le régime syrien et l'État islamique dans le nord du gouvernorat de Hama et au sud-est du gouvernorat d'Idlib, mais il ne peut empêcher la percée des forces loyalistes dans la région d'Abou Douhour,,.
Le 7 octobre 2017, le président de la Turquie, Recep Tayyip Erdoğan, annonce le début d'une opération militaire dans la région d'Idlib : après la conclusion d'un accord avec Hayat Tahrir al-Cham d'une part, la Russie et l'Iran de l'autre, quelques centaines de soldats de l'armée turque commencent à se déployer dans plusieurs postes du gouvernorat d'Idleb pour établir une « zone de désescalade » prévue par les accords d'Astana,,.
Le 18 février, les Ahrar al-Cham et le Harakat Nour al-Din al-Zenki fusionnent pour former un nouveau mouvement : le Front de libération syrien, qui entre dès le lendemain en conflit avec HTC. Cependant, les combats ne tournent cette fois pas à l'avantage de HTC qui perdent plusieurs villes et localités dans l'est du gouvernorat d'Idlib. HTC perd son hégémonie dans la poche d'Idlib et se maintient principalement dans l'ouest du gouvernorat d'Idlib.
Cependant, le 1er janvier 2019, de nouveaux affrontements éclatent subitement dans le gouvernorat d'Idlib et l'ouest du gouvernorat d'Alep entre Hayat Tahrir al-Cham et le Front national de libération. En quelques jours, les rebelles pro-turcs sont complètement battus dans l'ouest du gouvernorat d'Alep qui passe entièrement aux mains de HTC. La Turquie ne réagit pas. Le 10 janvier, un accord de trêve est conclu et les factions du FNL acceptent que le gouvernorat d'Idleb passe sous l'administration du gouvernement de salut syrien,. De fait, la poche d'Idlib passe presque entièrement sous le contrôle de Hayat Tahrir al-Cham,.
En 2019 et 2020, Hayat Tahrir al-Cham et les autres factions rebelles affrontent le régime syrien et ses alliés qui mènent plusieurs offensives dans la région d'Idlib. Les rebelles perdent plusieurs villes, comme Khan Cheikhoun, Maarat al-Nouman, Saraqeb,,. Ces affrontements font des milliers de victimes de part et d'autre. Le 5 mars 2020, Vladimir Poutine et Recep Tayyip Erdoğan concluent un accord à Moscou pour instaurer un cessez-le-feu.
En octobre 2022, des combats éclatent dans le nord du gouvernorat d'Alep entre différentes factions de l'Armée nationale syrienne. Hayat Tahrir al-Cham intervient alors et occupent temporairement la ville d'Afrine.
Le 3 août 2023, l'État islamique annonce la mort de son cinquième chef et quatrième calife, Abou al-Hussein al-Husseini al-Qourachi, lors d'affrontements contre Hayat Tahrir al-Cham dans le gouvernorat d'Idlib.
En novembre 2024, HTC lance une offensive sur les territoires contrôlés par le régime baasiste de Bachar el-Assad. Ils prennent rapidement Alep, avant de se diriger vers le sud et de prendre Hama, puis Homs. Le régime syrien finit par s'effondrer, après le soulèvement d'autres groupes rebelles et la prise de Damas. HTC proclame alors la fin du régime, après la fuite d'Assad. Abou Mohammed al-Joulani est vu comme l'homme fort de la rébellion victorieuse et un gouvernement de transition est formé, avec à sa tête Mohammed al-Bachir, ancien président du Gouvernement de salut syrien.

### Attentats
Au cours de la guerre civile syrienne, le Hayat Tahrir al-Cham revendique les attentats de Homs du 25 février 2017 et l'attentat de Damas du 11 mars 2017.

### Exactions
Selon Human Rights Watch, Hayat Tahrir al-Cham est responsable d'arrestations arbitraires d'opposants et de tortures.

## Soutiens et financement
En juin 2017, L'Orient-Le Jour indique que « selon les analystes et des factions sur le terrain » le Hayat Tahrir al-Cham pourrait avoir des liens avec le Qatar, ce que le Qatar dément formellement. Doha a cependant mené plusieurs médiations dans la libération d'otages en Syrie impliquant Tahrir al-Cham. En 2017, dans le cadre d'un vaste accord négocié avec l'Iran pour obtenir la libération de 26 otages qataris, dont des membres de la famille royale, enlevés par les Kataeb Hezbollah et procéder à des échanges de localités assiégées en Syrie, le Qatar aurait payé une rançon d'un milliard de dollars selon le Financial Times, versée à des milices pro-iraniennes et à des groupes rebelles, dont le Hayat Tahrir al-Cham,. Aymenn Jawad Al-Tamimi (en), chercheur au Middle East Forum, estime cependant qu'il n'existe pas de preuve d'un soutien du Qatar à Hayat Tahrir al-Cham.
Le 16 septembre 2022, deux financiers français de Hayat Tahrir al-Cham, Sami Allem et Abderrahman Cheikh, sont condamnés à deux et trois ans de prison ferme par la 16e chambre correctionnelle du tribunal judiciaire de Paris pour « association de malfaiteurs terroriste » et « financement du terrorisme »,. Le 15 novembre 2024, Sami Hemza Allem est déchu de sa nationalité française « par décret en date du 12 novembre 2024, sur l’avis conforme du Conseil d’Etat »,.

## Désignation comme organisation terroriste
Hayat Tahrir al-Cham est classé indirectement comme organisation terroriste par les États-Unis le 10 mars 2017,. L'ambassadeur des États-Unis en Syrie estime que tout groupe fusionnant avec Al-Qaïda y adhère et que, la principale composante d'HTC étant al-Nosra, le groupe, de ce fait, est terroriste quel que soit le nom qu'il porte. CBC News estime, en 2017, que les États-Unis refusent de considérer le groupe comme terroriste pour continuer à soutenir Harakat Nour al-Din al-Zenki, membre d'HTC jusqu'en 2017 et à qui ils ont fourni des missiles antichar BGM-71 TOW et qui faisait partie, à l'époque, d'HTC. Ce qui a été démenti par l'ambassade américaine en Syrie. 
Le 7 juillet 2025, les États-Unis retirent le Front al-Nosra (membre de HTC) de la liste d'organisations considérées comme terroristes par le département d'État.
Le 29 mai 2018, HTC est ajouté à la liste des organisations terroristes du Canada.
Le 31 août 2018, le groupe est classé comme terroriste par la Turquie.